# Brian Wilson
Brian Douglas Wilson, född 20 juni 1942 i Inglewood, Los Angeles County, Kalifornien, död 11 juni 2025 i Beverly Hills, Los Angeles, var en amerikansk musiker, sångare och kompositör. Han räknas som en av musikhistoriens mest inflytelserika låtskrivare och var förgrundsfigur i det legendariska popbandet The Beach Boys. Han var äldre bror till två av de andra medlemmarna i bandet, Dennis och Carl (numera avlidna), och var också kusin med bandmedlemmen Mike Love. Wilsons och Loves farmor var dotter till immigranter från Målilla i Småland.
Brian Wilson anses ha varit den främsta kraften bakom bandets enorma framgångar, någonting som efter flera års turnerande resulterade i en djup depression i samband med ett tungt drogmissbruk. Wilson slutade turnera med bandet, men fortsatte att skriva och producera låtar åt The Beach Boys.
Smile – det legendariska Beach Boys-albumet som aldrig gavs ut och som det spekulerats om i årtionden – gavs 2004 ut som ett soloalbum i en nyinspelad form med musiker från Brian Wilsons turnéband, där bland andra svenska Stockholm Strings and Horn ingick. Efter skivan givits ut turnerade Brian Wilson och framförde hela Smile med genomgående mycket bra kritik.
I juni 2007 spelade Wilson på KB i Malmö.
I september 2007 framförde han sitt nyskrivna musikepos "That Lucky Old Sun" på Royal Festival Hall i London.
Brian Wilsons döttrar Carnie och Wendy Wilson är med i trion Wilson Phillips tillsammans med Chynna Phillips. Utan Phillips kallar de sig för The Wilsons.
I filmen Love & Mercy gestaltas han av John Cusack och Paul Dano, i filmen Summer Dreams: The Story of The Beach Boys av Greg Kean och i miniserien Beach Boys: An American Family av Frederick Weller.

## Diskografi (urval)

### Album
- 1988 – Brian Wilson
- 1995 – I Just Wasn't Made for These Times
- 1995 – Orange Crate Art (tillsammans med Van Dyke Parks)
- 1998 – Imagination
- 2000 – Live at the Roxy Theatre
- 2002 – Brian Wilson Presents Pet Sounds (live)
- 2004 – Gettin' in Over My Head
- 2004 – Smile
- 2006 – What I Really Want for Christmas
- 2008 – That Lucky Old Sun
- 2010 – Brian Wilson Reimagines Gershwin
- 2011 – In the Key of Disney
- 2015 – No Pier Pressure
- 2021 – At My Piano
- 2021 – Long Promised Road (soundtrack)

### Singlar/EP
- 1966 – "Caroline, No" / "Summer Means New Love"
- 1967 – "Gettin' Hungry" / "Devoted to You" (med Mike Love)
- 1987 – "Let's Go to Heaven in My Car" / "Too Much Sugar"
- 1988 – "Love and Mercy" / "He Couldn’t Get His Poor Old Body to Move"
- 1989 – "Melt Away" / "Being With the One You Love"
- 1995 – "Do It Again" / "'Til I Die" / "This Song Wants to Sleep with You Tonight"
- 1998 – "Your Imagination" / "Happy Days"
- 2004 – "Wonderful" / "Wind Chimes"
- 2004 – "Good Vibrations" / "In Blue Hawaii"
- 2004 – "Good Vibrations" / "Our Prayer" (live) / "Good Vibrations" (live)
- 2004 – "Our Prayer" (Freeform Reform mix)
- 2005 – "Walking Down They Path of Life" / "Love & Mercy" (cd-singel)
- 2005 – "What I Really Want for Christmas" / "We Wish You a Merry Christmas" / "Brian's Christmas Message"
- 2005 – "Deck the Halls"
- 2008 – "Midnight's Another Day" / "That Lucky Old Sun" / "Morning Beat"
- 2009 – "What Love Can Do"